# Constantiniens

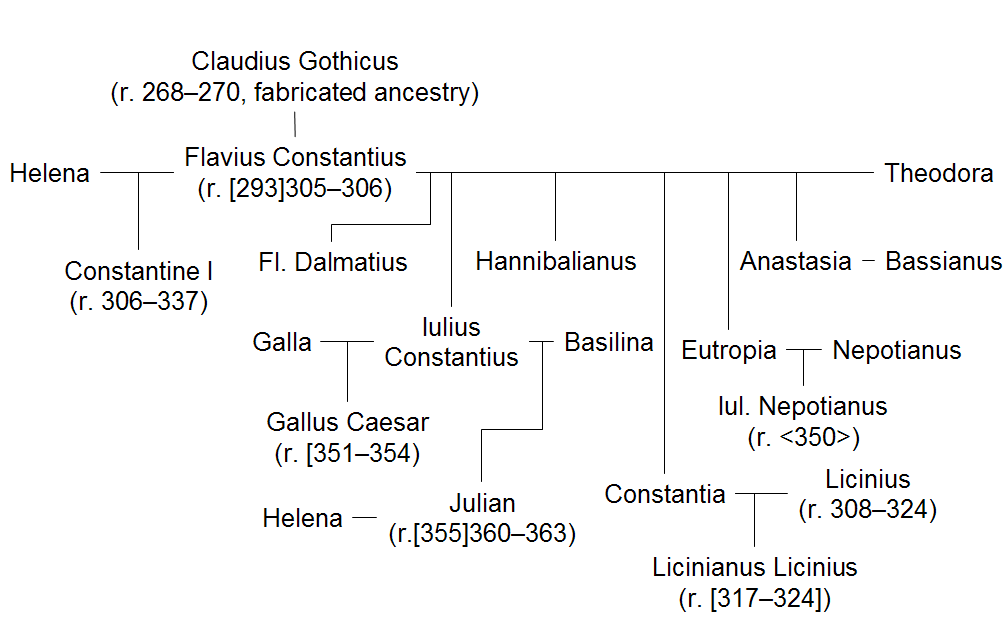
Arbre généalogique affichant l'ascendance présumée de Constance, ses épouses, ses fils, ses filles et ses petits-enfants sélectionnés.

La dynastie constantinienne est ainsi nommée d'après Constantin Ier, qui n'est pourtant pas le premier de cette famille à avoir régné. Le premier empereur de la dynastie, Constance Chlore, s'appelait Flavius Valerius Constantius. Son nom de famille ou gentilice Flavius explique que les membres de la dynastie constantinienne sont parfois  qualifiés de « seconds Flaviens ».
La dynastie a prétendu  descendre de l'empereur du IIIe siècle Claude le Gothique et, succédant à la Tétrarchie, elle a dirigé l'Empire romain pendant la première moitié du IVe siècle, soit de 305 à 364.

## Membres de la dynastie constantinienne
- Empereur Constance Ier, dit Constance Chlore
  - Du lit de Flavia Maximiana Theodora
    - Flavius Dalmatius le censeur et pour petit-fils les Césars Flavius Dalmatius, Flavius Hannibalianus
    - Jules Constance père de Julien et de Constantius Gallus
    - Flavia Julia Constantia
    - Eutropia grand-mère de Népotien

  - Du lit de Hélène
    - Empereur Constantin Ier
      - César Crispus du lit de Minervina
      - Empereur Constantin II du lit de Fausta
      - Empereur Constance II du lit de Fausta
      - Empereur Constant Ier du lit de Fausta
      - Hélène femme de Julien du lit de Fausta.

Constantin II, Constance II et Constant, tous trois frères porphyrogénètes, se sont partagé l'empire et ont régné conjointement. Mais Constance, après la mort des deux autres, récupéra leurs domaines.
On peut encore inclure dans la dynastie Procope, cousin de Julien, qui revendiquait en outre un lien avec Constance (il avait pris sous sa protection sa dernière épouse et sa fille) et qui tenta une usurpation contre Valens.

## Origine de la dynastie constantinienne
Constance Chlore est présenté par certains comme le parent de l'empereur Claude II,. Toutefois, cette parenté prestigieuse n'est citée qu'à partir de 310 par la propagande de Constantin, et nullement du temps de Constance. Pour tourner l'incompatibilité entre les gentilices - Claude II était un Aurelius tandis que Constance et Constantin étaient des Flavii - la parenté dut être présentée par l'intermédiaire d'une femme, nièce de Claude II.
- En 310 et 312, les panégyriques latins sous-entendent que Claude II était le grand-père paternel de Constantin, et donc Constance le fils de Claude II[4].
- En 312 et 315-324, deux inscriptions italiennes des années qualifient Constantin de nepos Divi Claudi, petit-fils du divin Claude  (ILS 720).
- En 317 et 318, Constantin frappe des monnaies ornées de la légende Divo Claudio, aux côtés de monnaies célébrant de la même manière son père, Constance Chlore, et son beau-père Maximien.
- Deux fils de Constantin se nommaient Flavius Claudius Crispus et Constantin II Flavius Claudius Constantinus.
- En 324, le poète de cour Publius Optatianus Porphyrius fait de Claude, ancêtre de Constantin, un exemple militaire pour l'empereur.
- L'Origo Constantini imperatoris, ouvrage du IVe siècle, indique que Constance Chlore est le nepos ex fratre de Claude II, c'est-à-dire le neveu ou petit-neveu, par son frère[5] : il ne s'agirait donc pas d'une descendance directe mais collatérale.
- Eutrope fait de Constantin le descendant de Claude II par une fille.
- L'Histoire Auguste, autre ouvrage de la fin du IVe siècle, fait de Constance Chlore, le fils d'une fille nommé Claudia d'un frère de Claude II[6].

### Bibiographie
- Lucien Jerphagnon, Histoire de la Rome antique, Paris, Tallandier, 2002 (4e édition, revue et augmentée), 620 p. (ISBN 978-2-847-34026-6), chap. XIV (« Une autre Rome : la dynastie constantinienne »), p. 487-533 ; 579
- François Chausson, Stemmata aurea : Constantin, Justine, Théodose. Revendications généalogiques et idéologie impériale au IVe siècle ap. J.-C, Rome, « L’Erma » di Bretschneider, 2007, 301 p. (ISBN 8-882-65393-5, présentation en ligne)